# Велика теорема Ферма
Вели́ка теоре́ма Ферма́ (відома також під назвою остання теорема Ферма) — твердження, що для довільного натурального числа {\displaystyle n\geq 3} рівняння {\displaystyle x^{n}+y^{n}=z^{n}\!} (рівняння Ферма) не має розв'язків у цілих числах {\displaystyle \ x,y,z}, відмінних від нуля.
Близько 1637 року французький математик П'єр Ферма на полях книги Діофанта "Арифметика» сформулював теорему так:
|  | Неможливо розкласти ні куб на два куби, ні біквадрат на два біквадрати, ні взагалі довільний степінь, більший від квадрата, на два степені з таким самим показником. Я відкрив цьому воістину чудове доведення, але ці поля для нього занадто малі. Оригінальний текст (лат.) Cubum autem in duos cubos, aut quadrato-quadratum in duos quadrato-quadratos, et generaliter nullam in infinitum ultra quadratum potestatem in duas ejusdem nominis fas est dividere; cujus rei demonstrationem mirabilem sane detexi. Hanc marginis exiguitas non caperet. |

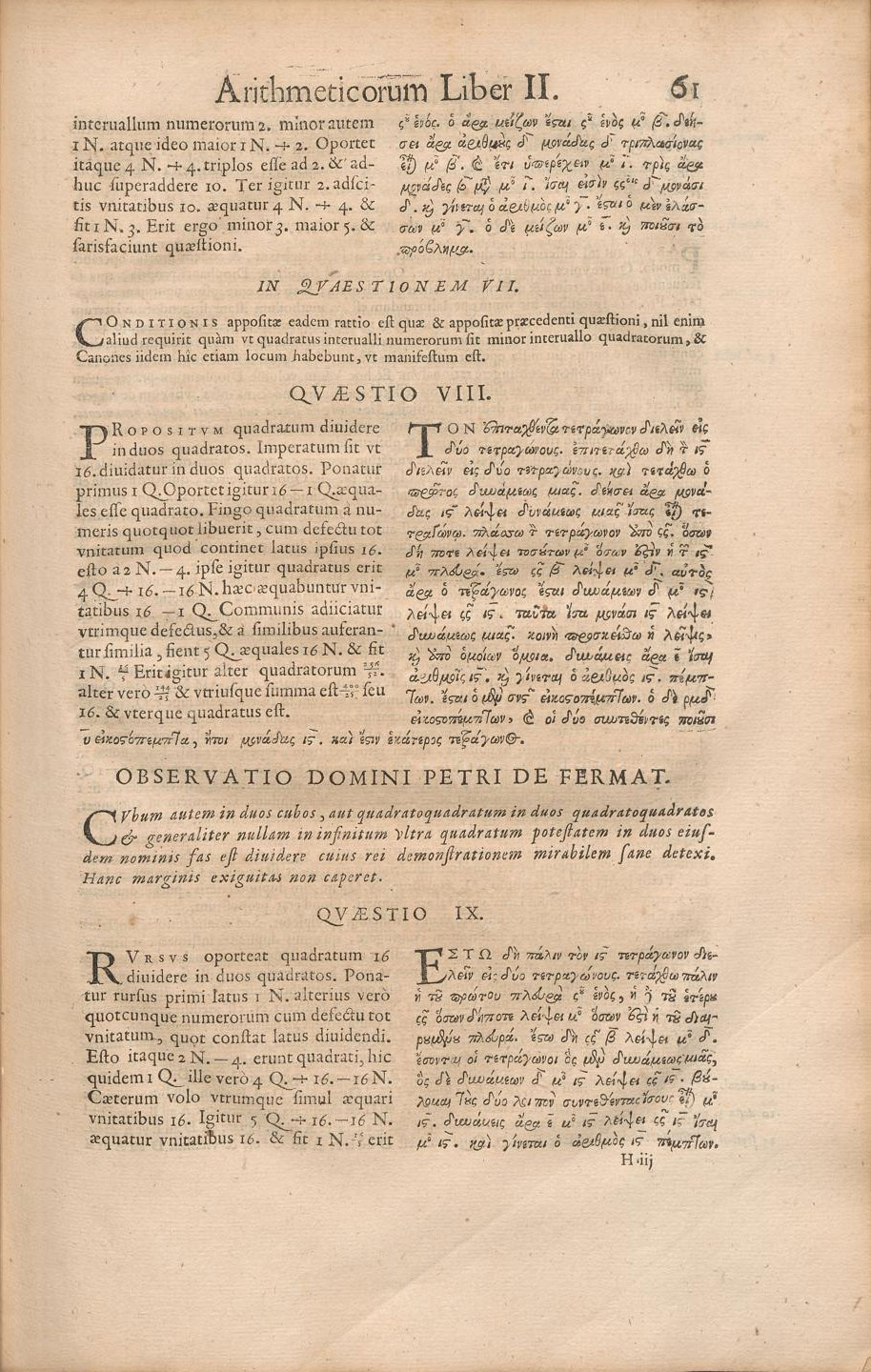
Видання 1670 року «Арифметики» Діофанта включає коментар Ферма, зокрема його «велику теорему» (Observatio Domini Petri de Fermat).

Зустрічаються вужчі варіанти формулювання, один з яких стверджує, що це рівняння не має натуральних коренів. Однак, очевидно, що якщо існують корені в цілих числах, то існують і в натуральних числах. Справді, нехай a, b, c — цілі числа, що задовольняють рівняння Ферма. Якщо n парне, то |a|, |b|, |c| теж будуть коренями, а якщо непарне, то перенесемо всі степені з від'ємними значеннями в іншу частину рівняння, змінивши знак. Наприклад, якби існував розв'язок рівняння {\displaystyle a^{3}+b^{3}=c^{3}} і при цьому {\displaystyle a} від'ємне, а інші додатні, то {\displaystyle b^{3}=c^{3}+(|{-a}|)^{3}}, і отримуємо натуральні розв'язки c, |a|, b. Тому обидва формулювання еквівалентні.
Узагальненнями твердження теореми Ферма є спростована гіпотеза Ейлера і відкрита гіпотеза Ландера — Паркіна — Селфріджа.

## Історія доведення
Для випадку n = 3 цю теорему в X столітті намагався довести Ал-Ходжанді, але його доведення не збереглося.
У загальному вигляді теорему сформулював П'єр Ферма в 1637 році на полях «Арифметики» Діофанта. Справа в тому, що Ферма записував свої гіпотези на полях математичних трактатів. Теорему, про яку йде мова, він записав з припискою, що знайдене ним доведення цієї теореми надто довге, щоб його можна було помістити на полях цієї книги.
Пізніше Ферма опублікував доведення для випадку {\displaystyle n=4}, що дає підстави для сумнівів, чи мав він доведення для загального випадку.
Леонард Ейлер у 1770 році довів теорему для випадку {\displaystyle n=3}, Діріхле та Лежандр у 1825 — для {\displaystyle n=5}, Габрієль Ламе — для {\displaystyle n=7}. Ернст Куммер довів, що теорема справедлива для всіх простих n, менших за 100, за можливим винятком так званих іррегулярних простих 37, 59, 67.
Над повним доведенням Великої теореми працювало чимало видатних математиків і безліч дилетантів-аматорів; вважається, що теорема стоїть на першому місці за кількістю некоректних «доведень». Проте ці зусилля привели до отримання багатьох важливих результатів сучасної теорії чисел. Давид Гільберт у своїй доповіді «Математичні проблеми» на II Міжнародному конгресі математиків (1900) зазначив, що пошук доведення для цієї, здавалося б, малозначної теореми, привів до глибоких результатів у теорії чисел.
У 1908 році німецький математик Пауль Вольфскель заповів 100 тис. німецьких марок тому, хто доведе теорему Ферма. Однак після Першої світової війни премія знецінилася.
Німецький математик Герхард Фрай припустив, що Велика теорема Ферма є наслідком гіпотези Таніями — Сімура — Вейля. Це припущення довів Кен Рібет.
Про доведення теореми було оголошено влітку 1993 року. Під час триденної лекції в Інституті сера Ісаака Ньютона у Кембріджі Ендрю Вайлс озвучив основні принципи доведення гіпотези Таніями — Сімури, наслідком якої було доведення і Великої теореми Ферма. Але, коли рукописи з детальним доведенням передали на рецензування, в одному з розділів знайшли суттєву помилку. Остаточно теорему довів Ендрю Вайлс за участі Річарда Тейлора тільки 1995 року.[джерело?] 129-сторінкове доведення надруковано в журналі «Annals of Mathematics».
У 2016 році за доведення Великої теореми Ферма Ендрю Вайлс отримав премію Абеля.
Колін Мак-Ларт зазначив, що, можливо, доведення Вайлса можна спростити, щоб не припускати існування так званих «великих кардиналів».